# Bouchard I. de Marly

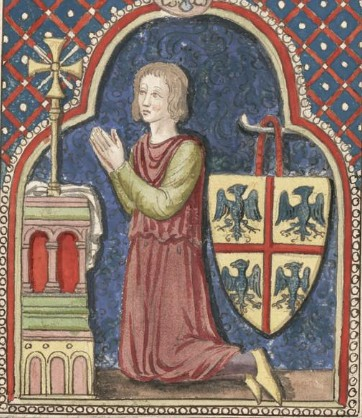
Bouchard von Marly, Darstellung nach einem Fenster der Kathedrale von Chartres

Bouchard I. de Marly († 13. September 1226 vor Avignon) war ein französischer Ritter und Kreuzfahrer sowie Herr von Marly und Saissac.

## Leben
Bouchard war ein Sohn des Herren Mathieu I. de Marly und der Mathilde de Garlande. Väterlicherseits entstammte er der weit verzweigten Familie Montmorency, weshalb er auch Bouchard de Montmorency-Marly genannt wird. Sein Vater fiel 1204 bei der Eroberung von Konstantinopel während des vierten Kreuzzuges, worauf Bouchard die Burg und Herrschaft von Marly erbte.
Bouchard nahm am Albigenserkreuzzug in die südfranzösische Region Languedoc teil. Nach der Einnahme von Carcassonne, 1209, belagerte er die drei Burgen von Lastours, geriet dabei aber in die Gefangenschaft ihres Verteidigers, Pierre Roger de Cabaret. Erst nach zwei Jahren wurde Bouchard freigelassen und bekam die Burgen ausgehändigt, nachdem er in den Kapitulationsverhandlungen zu Zugeständnissen an den Gegner bereit war. 1211 kämpfte er vor Toulouse und Castelnaudary und wurde vom Anführer des Kreuzzugs, Simon IV. de Montfort, mit der Burg Saissac belehnt. Am 12. September 1213 war er ein Truppenführer in der siegreichen Schlacht bei Muret.
Bouchard schien eine dauerhafte Niederlassung im Languedoc ins Auge gefasst zu haben, denn er verheiratete seine Schwester mit dem Vizegrafen Aimery III. von Narbonne. Der Tod Simon de Montforts 1218 vor Toulouse ließ die Herrschaft der Kreuzfahrer aber binnen weniger Jahre zusammenbrechen. Danach setzte sich Bouchard bei König Ludwig VIII. von Frankreich für die Durchführung eines neuen Kreuzzuges ein, der 1225 auch beschlossen wurde. Bouchard zog 1226 mit dem Heer unter Führung des Königs erneut in den Süden. Bei der Belagerung von Avignon erkrankte er an einer um sich greifenden Ruhr und starb daran. Er wurde in Port Royal des Champs bestattet.

## Ehe und Nachkommen
Bouchard war verheiratet mit Mathilde de Châteaufort († 1267), einer Tochter von Garce de Poissy und Constance de Courtenay. Über ihre Mutter war sie eine Nachkommin von König Ludwig VI. von Frankreich. Das Paar hatte vier Kinder:
- Thibaud der Heilige († 1247), Abt von Vaux-de-Cernay
- Pierre († 4. September 1240), Herr von Marly
- Bouchard II. († 1. Januar 1250), Herr von Marly
- Mathieu († 1234 in Palästina)
- Mabile, ⚭ Guillaume Etendard, Marschall Karls von Anjou in Sizilien

Siehe auch Stammliste der Montmorency